# Forbes
Forbes er et amerikansk erhvervsmagasin, der ejes af Integrated Whale Media Investments og Forbes-familien. Det udgives otte gange om året og har originale artikler om emner inden for finans, industri, investeringer og marketing. Forbes rapporterer også om relatede emner såsom teknologi, kommunikation, videnskab, politik og jura. Dets hovedsæde er placeret i Jersey City, New Jersey. Primære konkurrenter i kategorien national erhvervsmagasin omfatter Fortune og Bloomberg Businessweek. Forbes har en international udgave i Asien såvel som udgaver, der under licens produceres i 27 lande og regioner verden over.
Magasinet er kendt for sine lister og rangeringer, herunder af de rigeste amerikanere, (Forbes 400), USA's rigeste berømtheder, verdens førende virksomheder (Forbes Global 2000), Forbes liste over verdens mest magtfulde mennesker, og Verdens Milliardære. Forbes-magasinets motto er "Change the World" (på dansk: Ændrer Verden). Steve Forbes er dets formand og chefredaktør, og Mike Federle er dets administrerende direktør. Det blev i 2014 solgt til en Hong Kong-baseret investeringsgruppe kaldet Integrated Whale Media Investments.